# Erasmus Habermel
Erasmus Habermel (1538 – 1606) è stato un incisore tedesco.

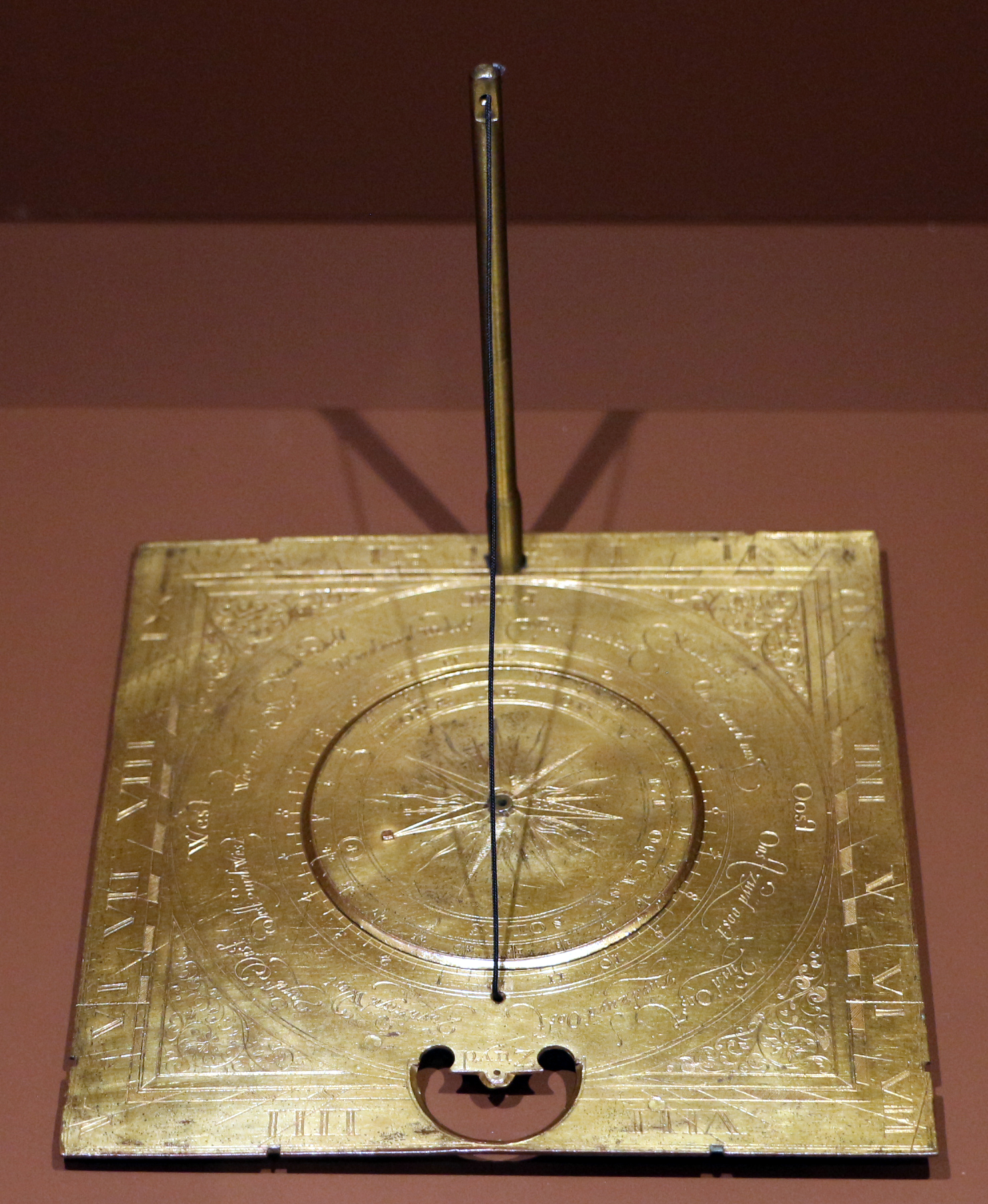
Meridiana, 1580 ca.

Incisore e artefice tedesco, studiò all'Università di Ratisbona. Si trasferì a Praga intorno al 1585 dove fu, con il contemporaneo Tycho Brahe (1546-1601), al servizio dell'imperatore Rodolfo II (1552-1612). Molto probabilmente, dal 1590 (o prima), lavorò nella sua bottega Josua Habermel.
È giustamente considerato uno dei più abili costruttori di strumenti scientifici del Cinquecento. Nella sua produzione manca spesso la firma dell'autore, oppure vi si osservano le iniziali E. H.